# Guo (Staat)
Der antike Staat Guo (chinesisch 虢國 / 虢国, Pinyin Guóguó; 1046 v. Chr. bis 687 v. Chr.) a) war ein kleiner chinesischer Vasallenstaat in der Zeit der Westlichen Zhou-Dynastie (11. Jahrhundert v. Chr. bis 771 v. Chr.).
Die Gräber aus dem Staat Guo (Guoguo mudi, 虢国墓地) b) in Sanmenxia stehen seit 1996 auf der Liste der Denkmäler der Volksrepublik China (4-59).